# Stephan Kinsella
Norman Stephan Kinsella, född 1956, är en amerikansk patentadvokat och en anarkokapitalistisk rättsteoretiker. Kinsella är associerad med Ludwig von Mises Institute i USA. Han är mest känd för sina argument för att helt avskaffa patent och copyright. 